# Pentameron
Pentameron aneb Pohádka pohádek (neapolsky Il Pentamerone / Lo cunto de li cunti) je sbírka pohádek, kterou sestavil počátkem 17. století italský básník Giambattista Basile. Jedná se o nejstarší soustavnou sbírku evropských pohádek a mnohé známé pohádkové syžety zpopularizované později Charlesem Perraultem či bratry Grimmy se v nejstarších verzích dochovaly právě zde.

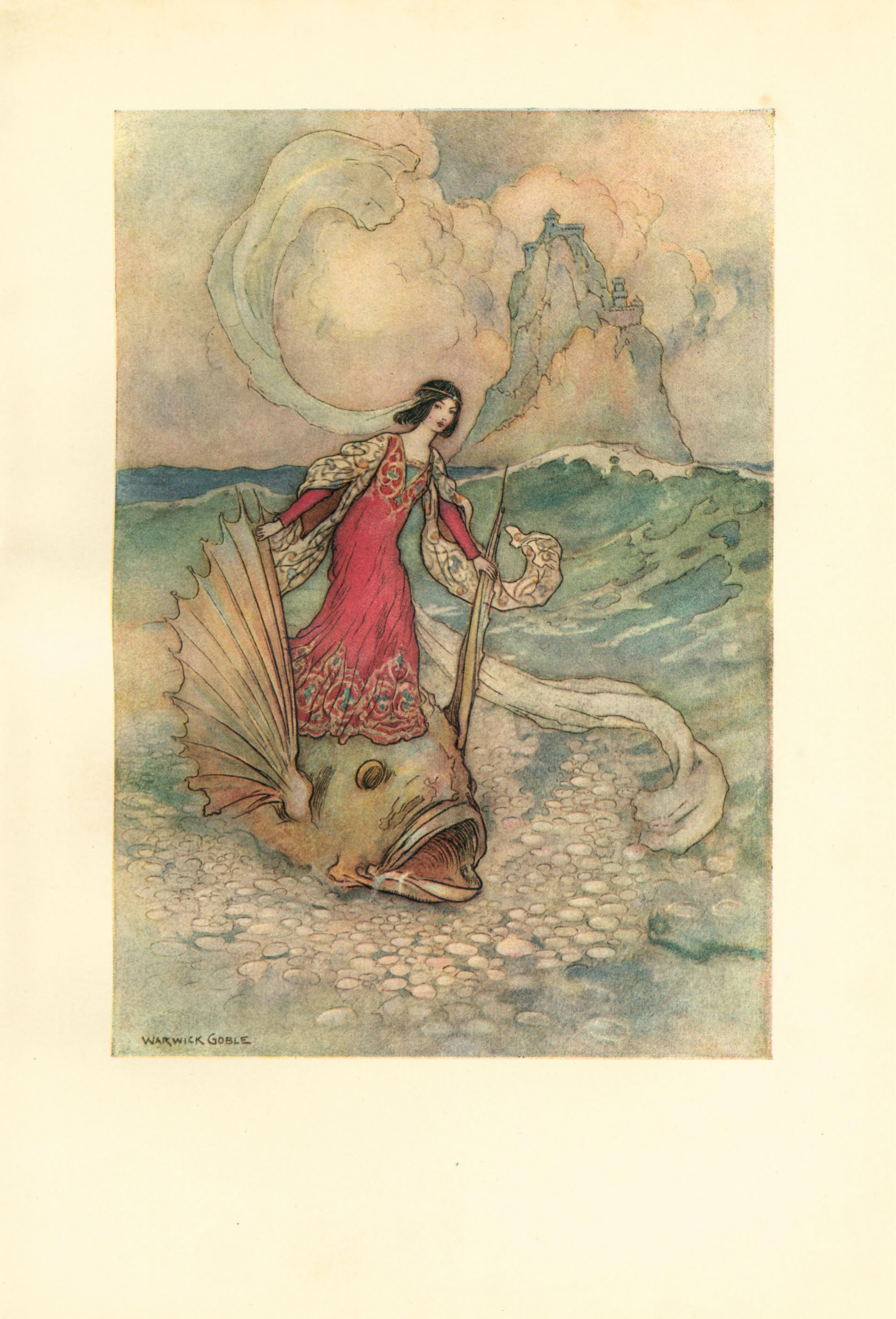
Ilustrace Warwicka Gobleho k pohádce Tři zvířata.

Sbírka vyšla poprvé až po Basilově smrti, kdy se vydávání ujal neapolský knihkupec Salvatore Scarano. Vydal ji v několika svazcích mezi roky 1634 a 1637 v Neapoli. První svazek nesl název Pohádka pohádek aneb zábavy dětinské (Lo cunto de li cunti overo lo trattenemiente de' peccerille) a název Pentameron (inspirovaný kompoziční podobností s Boccacciovým Dekameronem) se objevil pouze v nakladatelské dedikaci – jako hlavní název knihy se začal používat od čtvrtého vydání z roku 1674.
Ve své době poměrně populární sbírka byla v Itálii opakovaně vydávána v průběhu 17. i 18. století, poté však obsažené příběhy přežívaly především v hrách benátského dramatika Carla Gozziho (1720–1806). Několik pohádek bylo přeloženo do francouzštiny, ke znovuoživení zájmu však přispěli především němečtí sběratelé pohádek bratři Grimmové.
Originál je psán neapolsky a vyznačuje se košatým barokním jazykem. Benedetto Croce, který knihu v roce 1925 přeložil do spisovné italštiny, o ní dokonce hovořil jako o nejkrásnější knize italského baroka.
Do češtiny knihu přeložil v roce 1961 Jan Brechensbauer, přičemž překladu veršovaných pasáží se ujal Vladimír Mikeš.

## Obsah
Rámec vyprávění se odehrává během pěti dní, během nichž deset žen vypráví příběhy. Celkem odvypráví 50 pohádek, na konci každého dne navíc zazní veršovaná ekloga.
Samotný rámec je přitom také pohádkovým příběhem. Točí se kolem princezny Zozy, která se vydá do světa, aby vysvobodila zakletého prince Tadeáše. K tomu je třeba za tři dny naplakat amforu slz. Princezně se to podaří, amforu jí však vezme prohnaná otrokyně a sama se stane princovou manželkou. Princezně Zoze se pomocí kouzelných vílích darů podaří do srdce Tadeášovy manželky zasít touhu poslouchat pohádky a princ poté povolá deset žen a ty pak po pět dní vyprávějí v zámecké zahradě pohádky. Mezi vypravěčkami je i převlečená Zoza a ta nakonec v závěrečném příběhu odhalí podvod, kterého se otrokyně dopustila. Princ nechá podvodnici zaživa pohřbít „s hlavou nad zemí, aby umírání dlouho trvalo,“ a vezme si za ženu princeznu Zozu.
První den
- I., 1. Pohádka o lidožroutovi (Lo cunto de l'uerco, varianta pohádky Obušku z pytle ven)
- I., 2. Myrta (La mortella)
- I., 3 Peruonto (Peruonto)
- I., 4 Vardiello (Vardiello)
- I., 5 Blecha (Lo polene)
- I., 6 Popelka (La gatta cenerentola, varianta Popelky)
- I., 7 Dva kupcovi synové (Lo mercante)
- I., 8 Kozí tvář (La facce de crapa)
- I., 9 Očarovaná laň (La cerva fatata)
- I., 10 Stařena z kůže stažená (La vecchia scorticata)
- První ekloga: Tyglík

Druhý den

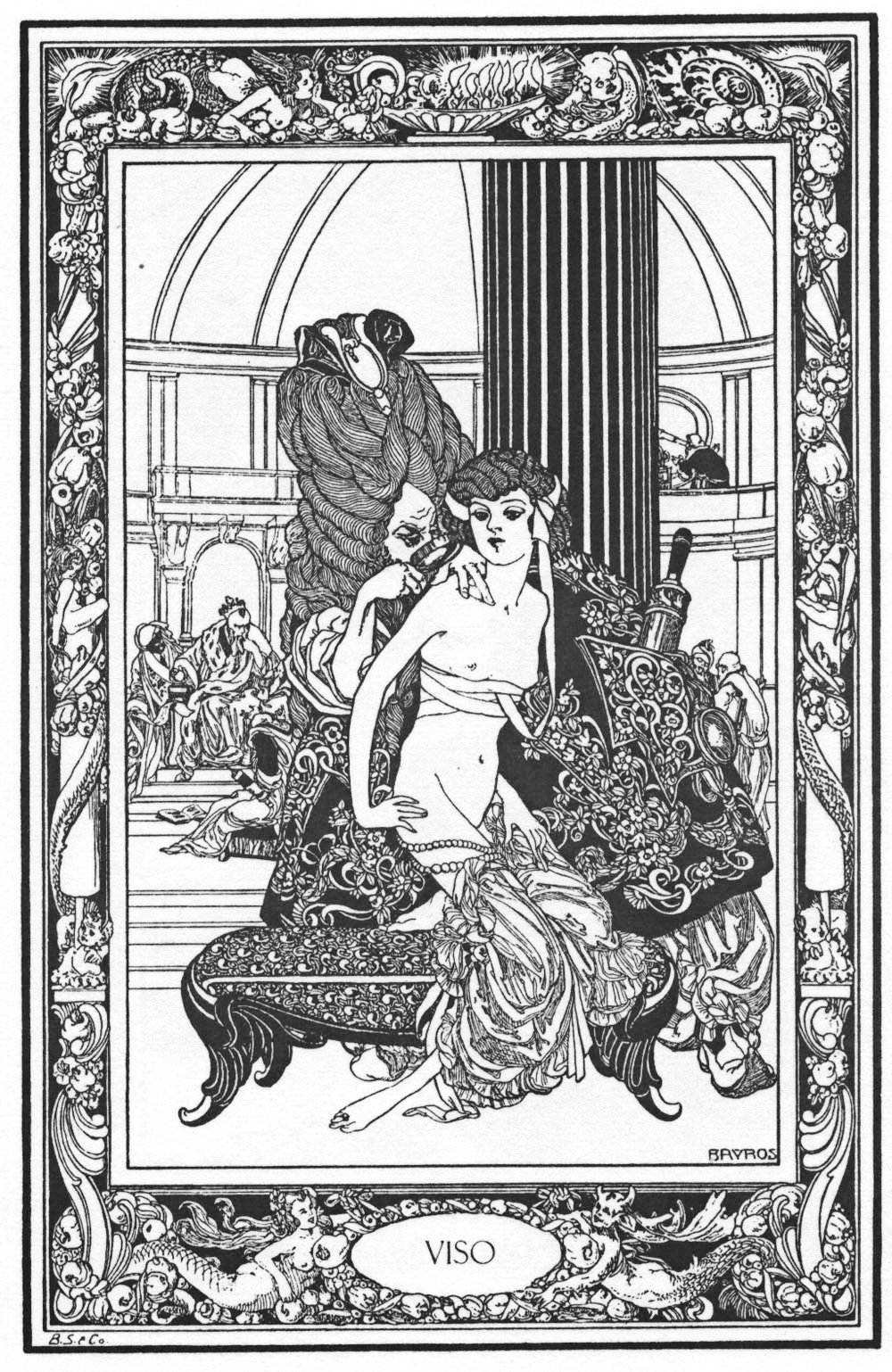
Ilustrace Franze von Bayrose k pohádce Bledá tvář.

- II., 1 Petrželka (Petrosinella, varianta Lociky)
- II., 2 Zelený luh (Verde Prato)
- II., 3. Viola (Viola)
- II., 4. Cagliuso (Cagliuso, varianta Kocoura v botách)
- II., 5. Had (Lo serpe)
- II., 6. Medvědice (L'orza, varianta pohádky Kosmáček bratří Grimmů či Princezna se zlatou hvězdou)
- II., 7. Holubice (La palomma)
- II., 8. Otrůček (La schiavottella)
- II., 9. Visací zámek (Lo catenaccio)
- II., 10. Kmotr (Lo compare)
- Druhá ekloga: Barvířství

Třetí den
- III., 1. Rákosinka (Cannetella)
- III., 2. Kráska s useknutýma rukama (La Penta mano-mozza, varianta Bezruká dívka bratří Grimmů
- III., 3. Bledá tvář (Viso)
- III., 4. Chytrá Richarda (Sapia Leccarda)
- III., 5. Chrobák, myš a cvrček (Lo scarafone, lo sorece e lo grillo)
- III., 6. Krasava (La serva d'aglie)
- III., 7. Corvetto (Corvetto)
- III., 8. Hlupák (Lo 'ngnorante)
- III., 9. Rosella (Rosella)
- III., 10. Tři víly (Le tre fate)
- Třetí ekloga: Lázeň

Čtvrtý den

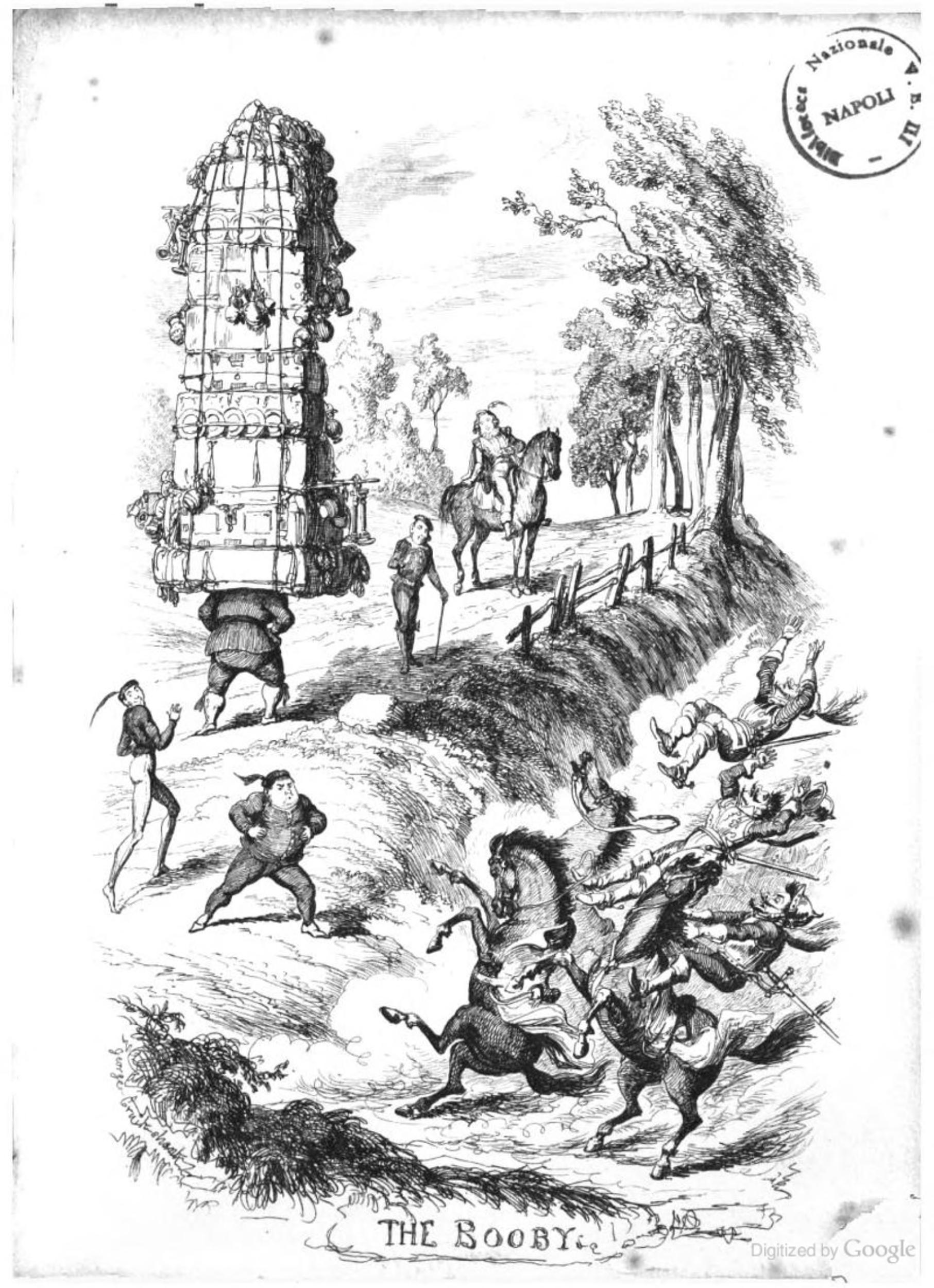
Ilustrace George Cruikshanka k pohádce Hlupák.

- IV., 1. Kamínek z kohouta (La preta de lo gallo)
- IV., 2. Dva bratři (Li dui fratielle)
- IV., 3. Tři zvířata (Li tre ri animale)
- IV., 4. Sedm kůží od slaniny (Le sette catenelle)
- IV., 5. Drak (Lo dragone)
- IV., 6. Tři koruny (Le tre corone)
- IV., 7. Dvě placky (Le doie pizzelle, varianta Perraultovy pohádky Víly)
- IV., 8. Sedm holubů (Li sette palommielle, varianta pohádky Sedmero krkavců)
- IV., 9. Havran (Lo cuorvo)
- IV., 10. Potrestaná pýcha (La soperbia casticata, varianta pohádky Král Drozdí brada)
- Čtvrtá ekloga: Háček

Pátý den
- V., 1. Husa (La papara)
- V., 2. Měsíc (Li mise)
- V., 3. Malovánek (Pinto Smauto)
- V., 4. Zlatý pařez (Lo turzo d'oro, varianta příběhu Amor a Psyché)
- V., 5. Slunce, Měsíc a Talia (Sole, Luna e Talia, varianta Šípkové Růženky)
- V., 6. Sapia (Sapia)
- V., 7. Pět synů (Li cinco figlie)
- V., 8. Ninnillo a Nennella (Nennillo e Nennella, varianta pohádky Bratříček a sestřička bratří Grimmů)
- V., 9. Tři citrusy (Le tre cetra, varianta Lásky ke třem pomerančům)
- Konec Pohádky pohádek

## Adaptace
Na motivy z Pentameronu natočil režisér Matteo Garrone v roce 2015 italsko-francouzsko-britský film Pohádka pohádek. Scénář vychází především z pohádek Očarovaná laň, Blecha a Stařena z kůže stažená, zahrnuty jsou však i prvky z dalších příběhů.